# Visitação (Giotto)
A Visitação é um afresco datável de cerca de 1306 do mestre Giotto, um dos precursores da renascença na pintura italiana, afresco que faz parte do conjunto da Cappella degli Scrovegni em Pádua.
A obra reconta o episódio bíblico da visita de Maria, com a gravidez avançada, à sua prima Isabel, que era muito mais velha e que estava igualmente prestas a dar à luz aquele que segundo os textos bíblicos seria S. João Baptista.

## Descrição e estilo
O encontro entre Maria e Isabel ocorre fora de um edifício com um pórtico sustentado por colunas de mármore  elegantes e sutis, com um friso de espirais "à antiga" e mísulas do mesmo material. Isabel, representada como sendo mais velha, inclina-se para Maria abraçando-a e prestando-lhe homenagem. Duas mulheres estão atrás de Maria, elegantemente longilíneas, uma das quais detém um pano que cai do ombro, talvez uma alusão aos nascituros que serão enfaixados. A mulher atrás de Isabel em vez disso, usando uma touca, descansa uma mão no seu colo, um gesto típico de mulheres grávidas, simbolizando a situação das duas protagonistas.
Os perfis afilados e elegantes das figuras femininas podem levar a pensar nas esculturas contemporâneas do gótico francês. Os gestos são lentos e calculados, as cores são claras, imbuídas de luz, a plasticidade das figuras é acentuada pelo chiaroscuro e pelo desenho forte, com sulcos profundos nos mantos ("cânula"), livres de esquematismos.

## AVisitaçãoda Basílica de São Francisco de Assis
Giotto e os seus colaboradores participaram na decoração da Basílica de Assis, designadamente do transepto direito da basílica inferior, onde existe uma outra versão da Visitação que terá sido criada por volta de 1310, portanto posterior à Visitação da Capella degli Scrovegni, notando-se não obstante semelhanças estilísticas nas duas obras.